# Dan George
Chief Dan George (født 24. juli 1899, død 23. september 1981) var høvding for Tsleil-Waututh Nation, en Coast Salish-stamme på Burrard Inlet i North Vancouver, British Columbia i Canada. Han var også forfatter, digter og Oscar-nomineret skuespiller.

## Tidlige år
Chief Dan George blev født som Geswanouth Slahoot i North Vancouver. Hans engelske navn var oprindelig Dan Slaholt, men som femårig, da han begyndte på kostskole, blev efternavnet ændret til George.
George havde en række forskellige stillinger, herunder som havnearbejder, bygningsarbejder og skolebuschauffør.
Fra 1951 til 1963 var han høvding for Tsleil-Waututh Nation.

## Skuespilkarriere
I 1960, i en alder af 60 år, fik han sin første rolle som skuespiller i CBC Televisions tv-serie Cariboo Country, hvor han spillede "Ol' Antoine". Samme rolle havde han i Walt Disney Studios-filmen Smith!, som var en bearbejdet udgave af et afsnit af tv-serien (der var baseret på Breaking Smith's Quarter Horse, en kortroman af Paul St. Pierre).
Som 71-årig vandt George flere priser for sin rolle i Arthur Penns film En god dag at dø (Little Big Man) og blev desuden nomineret til en Oscar for bedste mandlige birolle.
Han fortsatte sin skuespilkarriere i andre film, så som i Clint Eastwoods Øje for øje (The Outlaw Josey Wales), Paul Mazurskys Harry and Tonto, samt i fjernsynet, herunder en rolle i miniserien Coloradosagaen (Centennial), baseret på bogen af James A. Michener. Han medvirkede i 1973 i et afsnit af den oprindelige Kung Fu-tv-serie med David Carradine.
George spillede rollen som Rita Joes far i George Rygas skuespil The Ecstasy of Rita Joe, som blev opført i Vancouver, National Arts Centre i Ottawa og Washington D.C..
Under sin skuespilkarriere arbejdede George på at fremme ikke-indianeres forståelse af First Nations-folket (som indianere kaldes i Canada). Hans monolog Lament for Confederation, en anklage mod den hvide kolonialismes tilegnelse af indianernes territorium, blev fremført ved Vancouvers fejring af Canadas hundredeårsjubilæum i 1967. Monologen tilskrives den stigende politiske aktivisme blandt Canadas indianere, foruden at have igangsat en udbredt positiv holdning til indianere blandt ikke-indianere.
I 1971 blev George udnævnt til en Officer of the Order of Canada. I 2008 udstedte Canadas postvæsen et frimærke i serien kaldet "Canadians in Hollywood" (Canadiere i Hollywood) med Dan George som motivet.
Han døde i Vancouver i 1981 som 82-årig, og er begravet på Burrard Cemetery.